# Călător pe unda de șoc
Călător pe unda de șoc (1975) (titlu original The Shockwave Rider) este un roman science fiction scris de John Brunner, celebru pentru folosirea calculatorului de către erou pentru a scăpa de urmărire într-un viitor distopic și pentru inventarea termenului de "vierme" pentru a descrie un program care se autopropagă printr-o rețea de calculatoare. Unii critici îl consideră un precursor al genului cyberpunk.

## Originea titlului
Titlul derivă din opera Șocul viitorului a lui Alvin Toffler. Eroul este un supraviețuitor al unei lumi ipotetice în care identitățile, moda și stilul de viață se schimbă rapid, în care indivizii se află sub controlul și oprimarea unui aparat de stat secret și puternic. Capacitățile sale de operare a calculatoarelor îl fac capabil să folosească un telefon public pentru a-și asuma o nouă identitate, reinventându-se în doar câteva ore. Ca fugar, trebuie să facă asta periodic pentru a nu fi prins. Titlul este și o metaforă pentru supraviețuirea într-o lume incertă.

## Intriga
În secolul XXI, Regiunea Golfului San Francisco din California a fost devastată de un cutremur extrem de puternic, omorând milioane de oameni și lăsând alte milioane la mila guvernului. Criza economică ulterioară cataclismului, accesul online al datelor și imensa presiune pusă de corporații pe flexibilitatea socială au dus la o fragmentare a societății pe criterii religioase și etnice, dând naștere la numeroase subculturi (bande). Cei care au acces la informație posedă un avantaj economic în fața celorlalți, securitatea datelor fiind apanajul corporațiilor și răufăcătorilor.
Acțiunea începe la câteva săptămâni după recapturarea lui Nick, alternând între argumentele morale ale interogatorului său și amintiri ale carierei sale. Interogatorul este Paul Freeman, absolventul unei grupări secrete care se ocupă de arme și strategii de apărare.
Deși inițial se simțea ca acasă în Tarnover, Nick descoperă experimentele de inginerie genetică desfășurate acolo, din care rezultau copii deformați în mod monstruos care erau aruncați atunci când nu mai erau necesari studiului. Decis să plece din acea enclavă, Nick studiază procesarea datelor, fură un cod personal de identitate disponibil indivizilor privilegiați care vor să își trăiască viețile fără a fi supravegheați și fuge. Pe drum, își acoperă urmele și își creează noi identități, una dintre ele fiind cea a pastorului unei biserici populare, alta a unui gigolo numit Sandy Locke. Sub această identitate devine amantul directorului executiv Ina Grierson de la o puternică hiper-corporație. Lucrând în cadrul corporației pentru a-și valida în continuare codul după cei șase ani de când a fugit, Nick este atras de fata Inei, Kate.
Aflând că un reprezentant din Tarnover va veni la corporație pentru a-l întâlni, Nick își dezvăluie secretele în fața lui Kate, cerându-i ajutorul. Ea îl ajută să se refugieze într-o zonă scutită de taxe din California, Precipice. Aceasta se dovedește a fi o comunitate utopică pentru câteva mii de oameni. Aici se află și serviciul telefonic de confesiuni apelabil la numărul 999-999-9999, folosit de oamenii care vor doar să vorbească cuiva, pe baza promisiunii că nimeni, nici măcar guvernul, nu le va auzi confesiunile.
Comunitatea posedă câini inteligenți proveniți din proiectele la care lucrase tatăl lui Kate și care acționează pe post de companioni, gărzi, bone și detectoare de minciuni. În timpul șederii acolo, Nick rescrie "viermele informatic" care împiedică monitorizarea apelurilor către serviciul telefonic de confesiuni, astfel încât acesta să nu poată fi îndepărtat fără distrugerea întregii rețele. Bandele și triburile locale dau foc casei lui Nick și Kate, înainte de a fi copleșiți de câini. Într-o societate "supraîncărcată", oamenii au nevoie periodic de tranchilizante, alternativa fiind o cădere nervoasă. Nick trece printr-o asemenea cădere, învinovățind-o pe Kate pentru atentat și, după ce o bate, părăsește orașul, dar este reperat curând de autorități. 
La Tarnover, Paul Freeman primește însărcinarea de a-l interoga, el fiind reprezentantul pe care trebuia să-l întâlnească Nick pe când lucra la corporație. Încetul cu încetul. Freeman își dă seama că simpatizează mai mult viziunile lui Nick decât pe cele ale angajatorului său, așa încât îi facilitează accesul la un calculator. Nick preia identitatea unui maior militar și o ia prizonieră pe Kate, care fusese adusă la Tarnover pentru continuarea interogării lui. Cei doi fug și petrec câteva luni călătorind prin țară, ajutați de persoane care sprijineau Precipice sau locuiseră acolo. Nick creează un nou "vierme" destinat distrugerii tuturor secretelor.
Viermele este activat și toate secretele întunecate ale guvernului devin accesibile oriunde în rețea (experimente genetice clandestine care produc copii infirmi, mită din partea corporațiilor, asasinarea unor înalți demnitari). Cu acest vierme, Nick vrea să creeze o societate socialistă în care oamenii să fie definiți de rolul lor în societate, nu de relațiile lor la nivel înalt. Efectul său constă în modificarea sistemului financiar și guvernamental, banii fiind distribuiți acolo unde este nevoie de ei, lucru posibil doar în urma unui plebiscite purtat la nivelul întregii rețele. Într-o încercare disperată de a se răzbuna, guvernul ordonă unui avion să lanseze un atac nuclear, oprit de Nick prin inserarea unui contr-ordin în calculatoarele guvernamentale. Sfârșitul cărții este unul optimist: nu mai există informații privilegiate ascunse sau conspirații ale celor bogați și puternici.

## Personaje
Nick Haflinger - un pribeag care nu are un loc sau o personalitate a lui. Părinții nu au mai avut grijă de el de la o vârstă fragedă și doar atunci când a fost recrutat pentru Tarnover și-a găsit un grup de oameni cu care să se poată identifica.
Kate Lilleberg - fata a unui influent director executiv și a unui geniu științific. Îi place să fie o studentă eternă, până când îl întâlnește pe Nick. Este capabilă de angajamente serioase și este dispusă să petreacă mult timp în același loc, spre deosebire de majoritatea populației acelor vremuri.
Paul T. Freeman - a petrecut 39 de ani studiind, învățând și crezând în obiectivele din Tarnover. Nick intenționează să îl conducă spre zone în care inteligența lui deosebită îl va face să își pună întrebări în legătură cu ceea ce crede, întorcându-l împotriva elitei pe care o slujește.
Ralph C. Hartz - directorul biroului de procesare a datelor, omul căruia Paul Freeman îi raportează progresul interogatoriului lui Nick.
Ina Grierson - mama lui Kate, trăiește într-o lume a puterii personale, agățându-se de tinerețea care trece prin acostarea bărbaților tineri.

## Opinii critice
Recenzia lui Spider Robinson a fost atât apreciativă, cât și critică, arătând că, în timp ce "cartea se citește bine . . ., secțiunile individuale sunt deseori strălucitoare, iar mesajul este incisiv și atemporal", "povestea șchioapătă" și multe personaje, inclusiv principalii antagoniști, "sunt decupați din carton". Recenzorul de la New York Times, Gerald Jonas, a fost și mai critic, apreciind că, în timp ce Brunner dorea să descrie o "felie de viață" fictivă dintr-o societate viitoare, rezultatul alegerilor sale arbitrare legate de detaliile societății duc la prăbușirea întregului edificiu ficțional asemenea unui castel din cărți de joc".

## Teme
Romanul a fost scris la scurt timp după două puncte de cotitură petrecute în anii '70: demisia lui Richard Nixon și răsturnarea președintelui chilian Salvador Allende. Cartea face referire la ambele: în cazul lui Nixon, prin încercarea eșuată a crimei organizate de a mitui președinția, iar al doilea eveniment prin consecințele opoziției în fața intereselor comerciale multinaționale.
Majoritatea personajelor trăiesc cu impresia că vieților lor pot fi date peste cap într-o clipă din cauza accesării datelor din rețea. Ele mai cred că rețeaua știe despre ei mai multe decât știu ei înșiși, ceea ce reprezintă o extensie a sentimentului paranoic încercat de mulți oameni în anii '70, care credeau că sunt neputincioși în fața forțelor politice și economice asupra cărora nu aveau niciun control.
O temă recurentă a romanului o constituie percepția. Brunner este preocupat de tiparele percepției și modul în care ele pot ajuta și îndruma greșit. Nick proiectează tipare de comportament pentru a-și asuma identitățile, dar Kate are o "înțelepciune naturală" în sensul că ignoră tiparele de suprafață pentru a percepe adevărul din spatele lor. Odată ajuns în Precipice, cuplul este nevoit să abandoneze "tiparele urbane" normale pentru a vedea modul în care dezignul unic al orașului îmbină spațiul public cu cel privat, alături de structurile naturale și artificiale. Șocul apare atunci când realitatea și schimbarea distrug tiparele, oamenii răspunzând prin căderea în tiparele puternice ale naturii umane, prin autoconvingerea că totul este bine (schimbându-și modul de viață sau schimbându-și locația pentru a intra într-o nouă nișă socială cu minimum de inconveniente).
În acestă lume a confuziei există companii specializate în intervenții psihologice, unele "normalizând" copiii (de fapt efectuând o "deprogramare" a lor) și având parte de numeroase eșecuri pe care încearcă să le acopere cu costuri mari.

### Viermele
Conceptul de "vierme informatic" al lui Brunner a fost inspirat de o analogie cestoda, un parazit digestiv. Un vierme biologic constă într-un cap atașat unui lung șir de segmente reproductive, fiecare capabil să producă mai mulți viermi după detașare. Viermele lui Brunner are un cap și mai multe segmente, fiecare constituit dintr-un cod care afectează baza de date și alte sisteme.